# Saint-Julien-les-Rosiers
 Saint-Julien-les-Rosiers  es una población y comuna francesa, situada en la región de Languedoc-Rosellón, departamento de Gard, en el distrito de Alès y cantón de Alès-Nord-Est.

## Demografía
| 1182 | 1305 | 1534 | 2021 | 2325 | 2444 |
| Para los censos de 1962 a 1999 la población legal corresponde a la población sin duplicidades (Fuente: INSEE [Consultar]) |      |      |      |      |      |